# Intaphrenes
Intaphrenes (griechisch: Ἰνταφρένες, altpersisch: Vindafarnā)), Sohn des Vāyaspāra, war ein persischer Adliger des Achämenidenreichs im 6. vorchristlichen Jahrhundert.

## Verschwörer

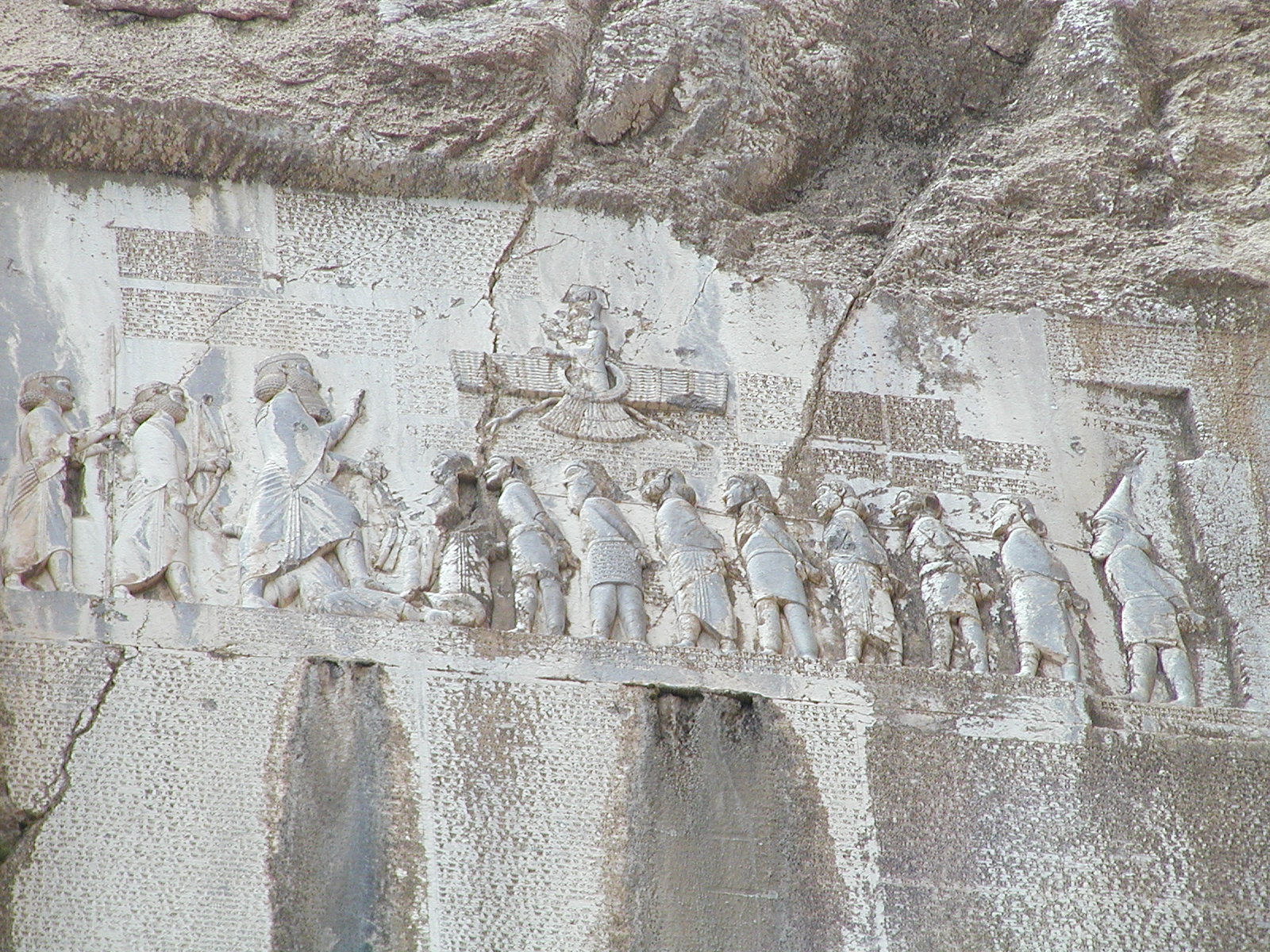
Die Behistun-Inschrift samt Relief. Intaphrenes ist hier als die zweite Figur von links zu sehen, hinter dem Dareios I. stehend, welcher auf dem Leichnam des Gaumata stehend über seine unterworfenen Feinde richtet.

Intaphrenes war im Jahr 522 v. Chr. neben Otanes, Ardumaniš, Gobryas, Hydarnes, Megabyzos und Dareios einer der sieben Verschworenen gegen den Usurpator Gaumata. Er war von dem Chefplaner der Verschwörung Otanes in die heimliche Usurpation des Perserthrons durch die Magier eingeweiht worden. Während des Kampfes in den königlichen Gemächern wurde er durch einen Lanzenstoß an einem Auge getroffen, das er darauf verlor.
Nach dem erfolgreichen Machtwechsel diente Intaphrenes dem Dareios I. als Feldherr gegen die rebellierenden Babylonier unter dem „Lügenkönig“ Aracha (Nebukadnezar IV.), den er am 22. Tag des Monats Markāsanaš (27. November 521 v. Chr.) in einer Schlacht besiegte und gefangen nahm.
Am Hof des Dareios scheint Intaphrenes eine der höchsten Würden, wenn nicht gar die höchste nach dem Großkönig selbst eingenommen zu haben. Jedenfalls wird ihm auf dem Relief zur berühmten Behistun-Inschrift (siehe Bild) eine eigene Darstellung zugeschrieben, die ihn als königlichen Bogenträger unmittelbar hinter dem Großkönig stehend zeigt, was eine herausgehobene Stellung kennzeichnet. Obwohl dieser Figur keine beschreibende Inschrift angefügt ist, wird aus der Tatsache, dass Intaphrenes in der Behistun-Inschrift an erster Stelle der Verschwörer aufgelistet ist, geschlussfolgert, dass dieser auch auf dem Relief der erste Gefolgsmann des Königs sein muss.

## Untergang
Schon bevor Dareios I. inthronisiert worden war, hatten die sieben Verschwörer beschlossen, dass die sechs Mitverschworenen des Königs nicht nur den höchsten Adel der Perser stellen, sondern auch ihrem Rang entsprechend ein uneingeschränktes Zugangsrecht zu ihm erhalten sollten. Sie konnten nun also den Großkönig ohne Vorankündigung und Audienzstellung zu jeder Tag- und Nachtzeit aufsuchen, mit nur einer Ausnahme, nämlich wenn der Großkönig gerade mit einer seiner Frauen schlief. Eines Tages wurde dem Intaphrenes der Zugang zum Großkönig von den königlichen Torwachen (wohl „Apfelträger“) eben unter diesem Hinweis verweigert. Intaphrenes jedoch glaubte den Wachen nicht und ließ diese wegen der Missachtung seines Standes martern.
Nachdem Dareios I. von diesem Vorfall erfahren hatte, horchte er die anderen fünf Verschwörer aus, ob diese dem Handeln des Intaphrenes beipflichteten. Als diese aber ihre Missbilligung darüber geäußert hatten, ließ Dareios den Intaphrenes, dessen Frau und Söhne, sowie alle anderen Familienangehörigen festnehmen und zum Tode verurteilen. Denn in seiner Tat hatte der Großkönig einen Rechtsbruch und ein Anzeichen von Hochverrat erkannt. Die Frau des Intaphrenes aber fiel vor dem Großkönig auf die Knie (Fußfall) und bat ihn um Gnade, was dessen Mitleid erregte. Der Großkönig begnadigte darauf nicht nur die Frau, sondern gewährte ihr auch noch das Leben eines ihrer Familienangehörigen zu retten. Zu seiner Überraschung wählte die Frau ihren Bruder mit der Begründung aus, dass sie zu jeder Zeit wieder einen Mann nehmen und Söhne haben könne, während sie keinen anderen Bruder mehr bekommen könne, da ihre Eltern bereits verstorben waren. Dareios war ob dieser Begründung so erstaunt, dass er der Frau noch unter ihren Söhnen einen zum Leben auswählen ließ; sie wählte den Ältesten. Intaphrenes und seine anderen Söhne aber wurden hingerichtet.